# Нампа (Ајдахо)
Нампа (енгл. Nampa) град је у америчкој савезној држави Ајдахо.

## Демографија
По попису из 2010. године број становника је 81.557, што је 29.69 (57,2%) становника више него 2000. године.
| Група             | 2000.          | 2010.          |
| Белци             | 40.555 (78,2%) | 59.291 (72,7%) |
| Афроамериканци    | 206 (0,4%)     | 593 (0,7%)     |
| Азијати           | 484 (0,9%)     | 722 (0,9%)     |
| Хиспаноамериканци | 9.282 (17,9%)  | 18.653 (22,9%) |
| Укупно            | 51.867         | 81.557         |